# AMBITIOUS MISSION
『AMBITIOUS MISSION』（アンビシャス ミッション）は、SAGA PLANETSにより開発し、2022年5月27日に発売された18禁恋愛アドベンチャーゲーム。略称は『アンミツ』。
同社の第24作目であり、キーワードは「怪盗」である。第21作目金色ラブリッチェとは世界観が同一で、随所に同作の設定やキャラ名が登場し、シルヴィアとマリアもグラフィックのみ登場する。時間軸ははっきりしないが、マリア（理亜）がまだ存命していて、かつこの二人が一緒に出演している事からおおよその推測は可能。
2023年5月26日に『AMBITIOUS MISSION アフターエピソード1』、2023年6月30日に『AMBITIOUS MISSION アフターエピソード2』、2023年10月25日に『AMBITIOUS MISSION つばめエッチ追加パッチ』が発売。
2024年3月21日には、エンターグラムよりPlayStation 4/Nintendo Switch版が発売された。また、Nintendo Switch版限定で、同じくSAGA PLANETS開発の『かけぬけ★青春スパーキング!』をセットにしアクリルキーホルダーを同梱したパッケージ版「AMBITIOUS MISSION＋かけぬけ★青春スパーキング！セット」も同時発売された。

## あらすじ
物語の舞台である「沙幌市」にはとある言い伝えがあり、12の星をすべて集めきると「アンビシャス」と呼ばれ願いを叶えることができる。
その星を集める「怪盗ミスアルテ」の犯行現場に居合わせた主人公・根津 御影は、その正体が同級生の有瀬かぐやだと見抜いてしまう。
これ以上正体を第三者に知られたくないかぐやは御影を引き入れようとするが、なかなかうまくいかない。そのさなか、かぐやは御影が生まれ育った孤児院を救う。

## 登場人物

### メインキャラクター
根津 御影（ねず みかげ）
本作の主人公。ある出来事をきっかけに「怪盗ミスアルテ」に手を貸す。
有瀬 かぐや（ありせ かぐや）
声 - 夏和小
沙幌の街で一番の富豪の娘。学校一の優等生であり、成績も優秀で素行も良好。沙幌歴史研究部の部長。その正体は怪盗ミスアルテ。
石川 弥栄（いしかわ やえ）
声 - 加伊えりす
御影の1つ年下の後輩。やや引っ込み思案な性格だが、主人公とは家が隣同士であり少しずつ打ち解ける。世話好きな子で、よく隣の部屋の主人公に料理を作りに来てくれるが自身のことはあまり語ろうとしない。
その正体は16代目・石川五右衛門。
本郷 虹夢（ほんごう にじむ）
声 - 月野きいろ
御影の同級生で、読者モデルとしても活動している。明るい性格から学校でも人気がある。一方、お調子者で基本的にノリがよく勢いだけで行動しているように見えるが、本人にしっかりと考えている。
姉が一人おり、農家をやっている。その姉の特徴が金色ラブリッチェのヒロインの一人妃玲奈が語っていた幼馴染の特徴や苗字が合致しており、彼女の姉の事と思われる。アフターエピソード2でその姉にデザイナーの友達がいるとも言っているので、ほぼ確定と思われる。

### サブキャラクター
シャルロット・ディ・カーブホーン・イェーズ（Charlotte Di Curvehorn Yeatz）
声 - 榎本ねむ
海外から怪盗対策として呼ばれて留学してきた「名探偵」であり、愛称は「シャル」。これまで100の事件をすべて解決してきたものの推理力は皆無で、その捕縛歴は全て「バリツ」と呼ぶ格闘術で鍛えた常識外の身体能力によるものである。御影の隣の部屋に引っ越してきて、大概は弥栄と3人で食事している。行動が完全に犬なので、御影からはペット扱いされている。
『金色ラブリッチェ』のシルヴィの出身国ソルティレージュ出身で、姉はその王家に仕えている。シャル本人もその常識外の身体能力を期待されていた。
アフターエピソード2で攻略キャラクターに昇格した。
有瀬 あてな（ありせ あてな）
声 - 小高志季
車いすの少女で、趣味もそれにちなんだものである。
カリストー・ミドヴェーチ（Kallisto Midvaech）
声 - 白砂菓夏海
小林 つばめ（こばやし つばめ）
声 - 鶴屋春人

## 主題歌
オープニングテーマ「breaking light」
作詞 - こはるん
作曲・編曲 - 高瀬一矢
歌 - 佐藤アスカ
エンディングテーマ「めくるめく」
作詞 - rino
作曲・編曲 - ウミガメ
歌 - 茶太
グランドエンディングテーマ「Going on」
作詞 - こはるん
作曲・編曲 - NAMI（ギター - eba）
歌 - 佐藤アスカ

## 反響
登場人物のうち、小林つばめはその人気の高さから、Hシーン追加パッチやASMR作品が登場した。

### 受賞
| 部門名       | Getchu.com |
| ------------ | ---------- |
| 総合         | 4位        |
| シナリオ     | 6位        |
| グラフィック | 圏外       |
| 音楽         | 4位        |
| システム     | 9位        |
| ムービー     | 7位        |
| エッチ       | 圏外       |

Getchu.comによる「美少女ゲーム大賞2022」での結果は右表の通り。
このほかにも、「 萌えゲーアワード」2022年度では、『ハミダシクリエイティブ凸』『ヘンタイ・プリズン』との同時受賞という形でユーザー支持賞を受賞している。